# Жаботин
Жа́ботин — село в Україні,  у Черкаському районі Черкаської області, підпорядковане Михайлівській сільській громаді. Розташоване за 20 км на північний схід від залізничної станції Кам'янка. Населення 1 560 чоловік (на 2009 рік).

## Географія
Селом протікає річка Жаботинка.

## Історія
Територія Жаботина була заселена здавна. На його околицях виявлено городище доби пізньої бронзи, кімерійське поселення чорноліської культури, досліджено кургани і поселення ранньоскіфських часів (одне з найбльших скіфських городищ), на якому знайдено 7 жител і 2 культові споруди VII—VI століть до н. е. Розкопане ранньослов'янське поселення зарубинецької культури.
Засноване село у кінці XVI — на початку XVII століття на місці зруйнованого 1484 року Менглі-Гіреєм міста Радивонового (прив'язка до Радивонового, яке локалізується на Тясмині, і, ймовірно, близько гирла, на місті майбутнього Крилова — сумнівна; під назвою Жаботин село згадане вже в 1509, причому з уточненням, що ця маєтність надавалася Стефану діду Миколи Житкевича ще князем Вітовтом, себто до 1430). Назва поселення можливо пов'язана із місцевим шляхетським (зем'янським) родом Жаба.

### 17 століття
Перша писемна згадка датована 1643 роком, коли польські магнати обклали населення тяжкими податками. На той час село вважалося центром Жаботинського ключа Чигиринського староства.
Жителі села брали участь у визвольній війні українського народу 1648—1654 років під проводом Богдана Хмельницького. З 1649 року Жаботин — сотенне містечко Чигиринського полку.
Великих руйнувань містечко зазнало під час Чигиринських походів.
1679 року, за наказом московської влади та гетьмана І.Самойловича більшу частину населення Жаботина було насильно переселено на Лівобережну Україну (так званий Великий згін). Попри це, життя в містечку швидко відроджується.

### 18 століття
Мешканці села брали участь у народному повстанні 1702—1704 років під керівництвом Семена Палія і Самуся.
Після Прутського миру 1711 року на Правобережжя, у тому числі і до Жаботина, повернулись польські пани й відновили соціально-економічні і релігійні утиски. Грошовий і натуральний чинш, панщина та інші побори (шарварки, заорки, оборки, зажинки, обжинки тощо), з кожним роком зростали, що викликало незадоволення жаботинців і вони знову взялися за зброю. Так, під час гайдамацького повстання 1734 року на Правобережній Україні селяни Жаботинського ключа, очолювані січовими козаками Степаном Чорним і Денисом Борщем, захопили замок, вбили жаботинського адміністратора та забрали панського майна на 6 тисяч злотих. 1765 року, щоб попередити виступ жаботинців на чолі з сотником Харком, генеральний регіментар польських військ в Україні викликав його в село Шамраївку, ніби для вияснення службових питань, і наказав таємно, без суду і слідства, стратити, а тіло закопати в стайні.
18 травня 1768 року до Жаботина прибули 450 польських конфедератів, які вчинили дику розправу над місцевим населенням. Вони протягом трьох днів ловили по лісах жаботинців, які там переховувалися, і убивали їх киями. Це переповнило людське терпіння і коли з Медведівки гайдамаки Максима Залізняка вирушили до Жаботина, його жителі на чолі з сотником Мартином Білугою приєдналися до повстанців. Жаботинський управитель з гарнізоном утік до Сміли. Захопивши Жаботинську фортецю, гайдамаки зруйнували будинки панів, вбили губернатора і шляхту, що тут зібралися, забрали із замку всі гармати і вирушили на Смілу.
Після придушення Коліївщини, боротьба гайдамаків продовжувалась і у другій половині 1768 року та протягом 1769–1770 років. 7 листопада 1768 року селяни Жаботина разом з козаками знову штурмували Жаботинську фортецю. 27 листопада польське військо увірвалось до містечка, понад сто чоловік було вбито, 200 жителів захоплено у полон і по снігу роздягненими відправлено до Сміли.

Однак жаботинці продовжували боротьбу й далі. 7 грудня 1768 року польський ротмістр Й. Бучацький писав графу Браницькому:
|  | ...бунтували тут влітку, бунтують і зараз, тільки ще з більшим завзяттям. |

Капітан царської армії Станкевич, який перейшов на бік повстанців, здобув Жовнинський замок, але був взятий у полон з 12 сербськими гусарами й 76 повстанцями.
Після придушення повстання в селі розташувався на постій загін польських солдатів, а їх утримання лягло на плечі селян Жаботина. За проханням магнатів Любомирських 11 травня 1771 року Станіслав Август Понятовський видав Жаботину привілей, згідно з яким він відносився до категорії містечок, що прискорило тут розвиток ремесла і торгівлі.
У кінці XVIII століття Жаботин багато разів переходив від одного власника до іншого, що негативно вплинуло на економічне становище населення.

### 19 століття
Яким нестерпним було життя селян, видно зі скарги від 6 грудня 1841 року. В ній йшлося про жорстоке поводження з ними економа панського маєтку, про їх повну безправність: не маючи засобів до існування селяни змушені були виготовляти на продаж дрібні дерев'яні вироби, але за кожну деревину, вивезену з лісу, власник нещадно карав. У скарзі селяни висловлювали незадоволення щодо позбавлення їх земельних наділів; збільшення панщини до 3 і більше днів на тиждень; писали про необмежену жорстокість пана: за невчасно виконану роботу він побив вагітну селянку І. Бідненко. І внаслідок, суд звинувачує селян-кріпаків, які поскаржились на звірства економа, і виносить таке рішення: «…щоб він наперед був обережнішим і вагітних жінок не карав …».
Особливо напружене становище створилося в Жаботині під час інвентарної реформи 1847–1848 років, коли селяни відмовилися відробляти згінні дні. Для втихомирення непокірних 7 липня 1848 року до містечка прибули чиновник особливих доручень і черкаський земський справник у супроводі 56 козаків 119-го Донського козацького полку. Озброївшись хто чим міг, селяни почали їх бити. Козаки втекли. Та ось підоспів другий загін, але жаботинці і його розігнали. 14 липня сюди прибуло 280 карателів. Цього разу виступ було придушено, багато учасників заарештовано й віддано до суду. Ватажків Н. Мокренка, А. Киктя, С. Юрченка та інших після мордування шпіцрутенами відправили до арештантських рот.
В 1851 році в селі побудовано дерев'яну церкву, яка збереглася до наших часів.
Під час Київської козаччини 1855 року царські власті, щоб попередити виступи селян, які вимагали записати їх до «козаків» і звільнити від кріпацтва, ввели до Жаботина дивізіон уланів.
Реформа 1861 року не виправдала селянських сподівань. Більшість родючих земель залишилась за поміщиком і монастирем, а на 382 селянські господарства припадало лише 787 десятин землі, або по 2 десятини на родину, при тому, що селянські родини на той час складались у середньому з 5-ти душ. Найкращі левади й ставки залишилися за паном. Навіть за хмиз з його лісу треба було платити гроші.
3 середини XIX століття в економічному житті Жаботина настають помітні зміни. Наприкінці 50-х років побудовано цукровий і винокурний заводи, гуту та інші напівкустарні підприємства, що належали поміщикові. Тут працювали 2 водяні млини, сукновальня, свічкарня. Найманим робітникам власники платили по 5 карбованців на місяць. 1861 року поміщик одержав від Київського губернатора дозвіл на проведення щорічного ярмарку.
З розвитком промисловості поступово збільшується в містечку кількість мешканців за рахунок припливу сюди населення з інших місцевостей. Якщо 1790 року тут налічувалося 1697 чоловік, то 1864 уже було 3339. 1862 року Жаботин стає волосним центром Черкаського повіту.
За участь у польському повстанні 1863 року поміщик Фліорковський був засланий до Сибіру, а його маєток передали до казни. Колишні панські землі скуповували купці й заможні селяни.
70-і роки почалися люстраційними роботами, пов'язаними з переобліком землекористування колишніх державних селян, які стали вимагати перерозподілу землі з розрахунку 5 десятин на душу. Рух за п'ять десятин швидко перекинувся й до Жаботинської волості, де селяни зажадали розподілу всіх земель, у тому числі і поміщицьких, які «… знедавна відрізані урядом переважно для панів». Власті придушили це заворушення, але участь у ньому активізувала селян. 1878 року черкаський повітовий справник повідомляв, що селяни Жаботина С. Черненко, А. Посипайко, В. Старченко та Н. Яценко « … відлучаються дуже часто з місця проживання в Чигиринський повіт і після повернення підмовляють місцевих селян домагатися розподілу землі без сплати викупу, агітують до нового виступу».
Шукаючи кращої долі, велика кількість селян кидала своє убоге господарство і йшла на заробітки до Кривого Рога, Херсонської губернії та інших місць, де поповнювала лави пролетаріату. Це було однією із причин скорочення населення Жаботина більше як на тисячу чоловік, що становило 1900 року 2112 жителів.
Перепис євреїв Жаботина 1816 рік. [Архівовано 2 вересня 2017 у Wayback Machine.] Сторінка 289.
Перепис євреїв Жаботина 1818 рік. [Архівовано 2 вересня 2017 у Wayback Machine.] Сторінка 869.

### 20 століття
Після 1903 року в містечку стали з'являтися більшовицькі агітатори з Сміли, Умані, станції Бобринська (тепер станція ім. Т. Г. Шевченка). Вони роз'яснювали селянам політику царизму, читали нелегальну літературу, закликали до боротьби проти поміщиків і капіталістів. 12 червня 1905 року під час храмового релігійного свята в місцевому монастирі було розповсюджено прокламації. Влітку 1906–1907 років поблизу Жаботина неодноразово збиралися селяни, щоб послухати виступи вчителя з села Райгорода Пугача. Місцеві власті сполошилися. Разом із жандармами вони обшукували й допитували населення. Вчителя Пугача за антиурядову агітацію серед селян Жаботина було засуджено. 1908 року в селянина Ф. А. Пічкура під час обшуку знайдено «список свідомих товаришів», листування, брошуру «На громадській роботі», працю К. Маркса «Класова боротьба у Франції з 1848 по 1850 р.». Групу селян у складі Ф. А. Пічкура, Г. Г. Савченка, А. А. Литвиненка, Р. Л. Онойка та інших було заарештовано.
У роки столипінської реформи становище жаботинців погіршало: додаткової землі вони не одержали. Їхні невеличкі наділи були розкидані по горбах і ярах, де верхній шар ґрунту змивався талими водами, а посіви вигоряли. Процес розорення й пролетаризації селян дедалі поглиблювався, за рахунок цього багатіла місцева буржуазія. 1908 року купці Кудрявцеви мали 447, міщанин Песля — 142, заможний селянин Шипаш — 246 десятин землі. У 1912 році 372 селянським господарствам припадало 1064 десятини землі. Малоземелля селян негативно позначалося і на розвитку тваринництва. 20 % селянських господарств зовсім не мали худоби.
Соціальна нерівність впливала і на зовнішній вигляд Жаботина. У кращій за природними умовами частині села жили місцеві багатії. На мальовничому схилі у тінистих алеях парку стояла дача інженера Вензеля. Великий триповерховий будинок височів над убогими халупами, у яких тулилася селянська біднота. Неподалік, біля ставу, виднілися низькі чорні будівлі гуральні.
У 1907 році в Жаботині відкрито земську лікарню, де працював один лікар. Містечко мало дві церковнопарафіяльні школи, 1910 року відкрито двокласну земську школу з народною бібліотекою при ній. 1911 року почало працювати поштове відділення.
З початком Першої світової війни, селянські господарства зовсім занепали, не вистачало робочих рук, збільшилися податки.

#### Українська революція
Наприкінці січня 1918 року в Жаботині розпочалась перша радянська окупація, створено революційний комітет.
Навесні 1918 року село звільнили гетьманці. У листопаді 1918 року розпочався другий період радянської окупації, після чого село звільнили війська УНР.
У лютому 1919 року частини Червоної Армії знову захопили Жаботин.
У травні 1919 року Жаботин відвоювали козаки отамана Григор'єва. Наприкінці місяця повстанці були оточені й роззброєні. В серпні 1919 року в село ввійшли війська генерала Денікіна. У січні 1920 року більшовики вкотре захопили село, але цього разу надовго.

#### Радянська окупація
Наприкінці 1920 року в Жаботині створено комнезам, головою якого став колишній наймит П. Д. Шевченко. За три роки до КНС вступило 107 чоловік.
1922 року почала працювати ще одна початкова школа, її відвідували 57 учнів, навчало їх 2 вчителі. Наступного року за допомогою комсомольців відкрито сельбуд. Щотижня в ньому демонструвалися кінофільми, молодь села влаштовувала концерти художньої самодіяльності, вистави.
На повітовому з'їзді незаможних селян, який проходив 1923 року у Жаботині і де були присутні представники сіл Завадівки, Флярківки, Плескачівки та Чубівки, прийнято постанову про позбавлення землі служителів церкви, «куркулів» та інших «нетрудових елементів» і передачу її незаможним селянам. Ухвалене рішення було втілено в життя.
У листопаді 1923 року 258 бідняцьких родин утворили чотири колективні об'єднання «Шлях до комунізму», «Нива», «Колос», «Лан». Вони мали 221 десятину землі, 13 голів робочої худоби, 2 сівалки, 2 плуги і 10 борін. Колишню земську лікарню було перетворено на амбулаторію, де лікувалися селяни Жаботина та навколишніх сіл. Населення обслуговували 4 медичні працівники.
1927 року в селі організовано перше товариство спільного обробітку землі, а через два роки розгорнулась масова колективізація селянських господарств. У грудні 1929 року на базі чотирьох колективних об'єднань створено колгосп «Нове життя». Артіль налічувала 243 селянських господарства, які усуспільнили 685 га землі, 97 коней. Новоутворена артіль мала 53 плуги, 62 борони, 3 сівалки. 1932 року на колгоспних ланах почала працювати створена тракторна бригада місцевої МТС, у якій налічувалося 4 трактори та 6 сівалок. Запровадження техніки і передових методів праці давало позитивні наслідки. 1933 року трудівники ланів зібрали пересічно по 18 центнерів зернових культур та по 170 центнерів цукрових буряків з кожного га. На тваринницькій фермі налічувалося 55 корів, 145 вівцематок, 26 свиноматок.
Наступного року колгосп «Нове життя» перейменовано в ім. Кірова. Напередодні війни він мав 2 автомашини, на його полях працювало 9 тракторів, 10 сівалок, 4 жатки та один комбайн. В 1939–1940 роках урожайність зернових культур зросла до 20—22 цнт з га, а цукрових буряків до 200—250 цнт. В ці роки на тваринницьких фермах налічувалося 250 корів, 400 свиней, 175 овець.
1931 року в Жаботині відкрилася семирічна школа, за парти сіло 307 учнів, а з 1939 року почалися заняття в середній школі, де 15 вчителів навчали 350 учнів. При школі створено бібліотеку. Велику культосвітню роботу проводив клуб.
З початком радянсько-німецької війни на території СРСР у липні 1941 року частину колгоспних машин, худобу, артілі було вивезено вглиб країни. 5 серпня нацисти окупували село. За час окупації вони розстріляли й закатували 38 жителів. До Німеччини було відправлено 408 юнаків та дівчат.
Жителі села ховали й переправляли продукти та худобу до партизанських загонів П. А. Дубового, А. С. Куценка, І. М. Боровикова, які діяли в той час у районі Чорного лісу та Холодного Яру. Влітку і восени 1943 року район села повністю контролювався партизанами. За їх допомогою 9 січня 1944 року Жаботин відвойовано у загарбників частинами 5-ї гвардійської танкової армії 2-го Українського фронту під командуванням генерал-полковника танкових військ П. О. Ротмістрова. Понад 800 жаботинців воювали на фронтах війни, близько 400 з них загинули, 256 — нагороджено бойовими орденами й медалями.
Одразу ж після відвоювання жителі села спрямували зусилля на допомогу фронту та відбудову зруйнованого нацистами господарства. Правління колгоспу організувало серед населення збирання зерна до фонду допомоги Червоній Армії та для весняної сівби. Механізатори відремонтували три трактори. Радянські військові частини залишили в селі 10 пар коней. Переборюючи труднощі, жаботинці успішно провели весняні сільськогосподарські роботи. Відроджувалися навчальні й культурно-освітні заклади, житла для трудящих. За допомогою держави в артілі зводилися нові та ремонтувалися старі будівлі для родин радянських воїнів, що загинули на фронті. Протягом 1945–1946 років до мирної праці включилися демобілізовані з лав Червоної Армії воїни. 1945 року колгоспники зібрали по 7,3 цнт зернових та по 124 цнт цукрових буряків з гектара.
1947 року колгосп одержав від держави сільськогосподарську техніку, кредити для придбання худоби. 1948 року пересічний урожай зернових становив по 10,7 цнт з га, надій молока від кожної корови збільшився від 700 кг до 1279 кг.
26 січня 1951 року колгоспи імені Леніна (село Флярківка) та імені Кірова об'єдналися в один колгосп імені Леніна. За колгоспом було закріплено 3,3 тисячі га сільськогосподарських угідь, у тому числі 2,2 тисячі га орної землі. Господарство мало 3 автомашини, 12 сівалок, 40 плугів, 9 жаток тощо. В артілі вирощували зернові культури і цукрові буряки, розвивалось птахівництво. 1959 року господарство закупило у держави 6 гусеничних і 3 колісних трактори, 2 автомашини, 10 комбайнів, 7 тракторних плугів, 2 лафетні жатки тощо. Колгосп збудував дві механічні майстерні для ремонту сільськогосподарської техніки, два тракторні стани із будинками для механізаторів, будинок тваринника.
В 1958 році до Жаботина приєднано село Завадівка.
1963 року у зв'язку з об'єднанням Кам'янського і Смілянського районів, колгосп знову перейменовано на ім. Кірова. З 1964 року господарство спеціалізувалося на птахівництві.
Станом на 1972 рік в селі мешкало 2,8 тисяч чоловік. Працювали 6 магазинів, майстерня побутового обслуговування населення, дільнича лікарня та протитуберкульозний диспансер на 110 ліжок, пологовий будинок, фельдшерсько-акушерський пункт, аптека. В селі була середня і дві восьмирічні школи, три сільських клуби, бібліотека з фондом 7,7 тисяч книг.
З 1975 році в селі відкрито двоповерхову середню школу. На початку 80-х років оновлено центр села, збудовано нові приміщення сільської ради і клубу. Проте при будівництві цих споруд частково зруйновано залишки замчища Жаботинської фортеці, яка проіснувала тут майже 300 років. Новобудови ж уже через 15 років прийшли у аварійний стан, і все через те, що були збудовані методом радянської адміністративної системи «швидко і дешево».

## Населення
Згідно з переписом УРСР 1989 року чисельність наявного населення села становила 1654 особи, з яких 684 чоловіки та 970 жінок.
За переписом населення України 2001 року в селі мешкало 1260 осіб.

### Мова
Розподіл населення за рідною мовою за даними перепису 2001 року:
| Мова       | Відсоток |
| ---------- | -------- |
| українська | 98,35 %  |
| російська  | 1,57 %   |

## Пам'ятки

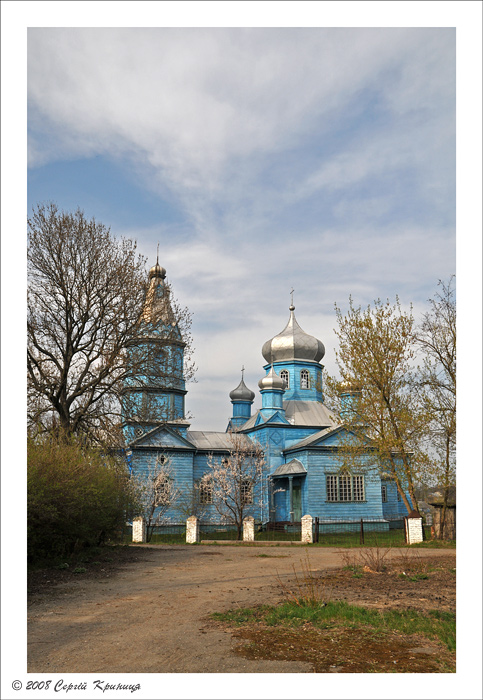
Церква Успіння Пресвятої Богородиці

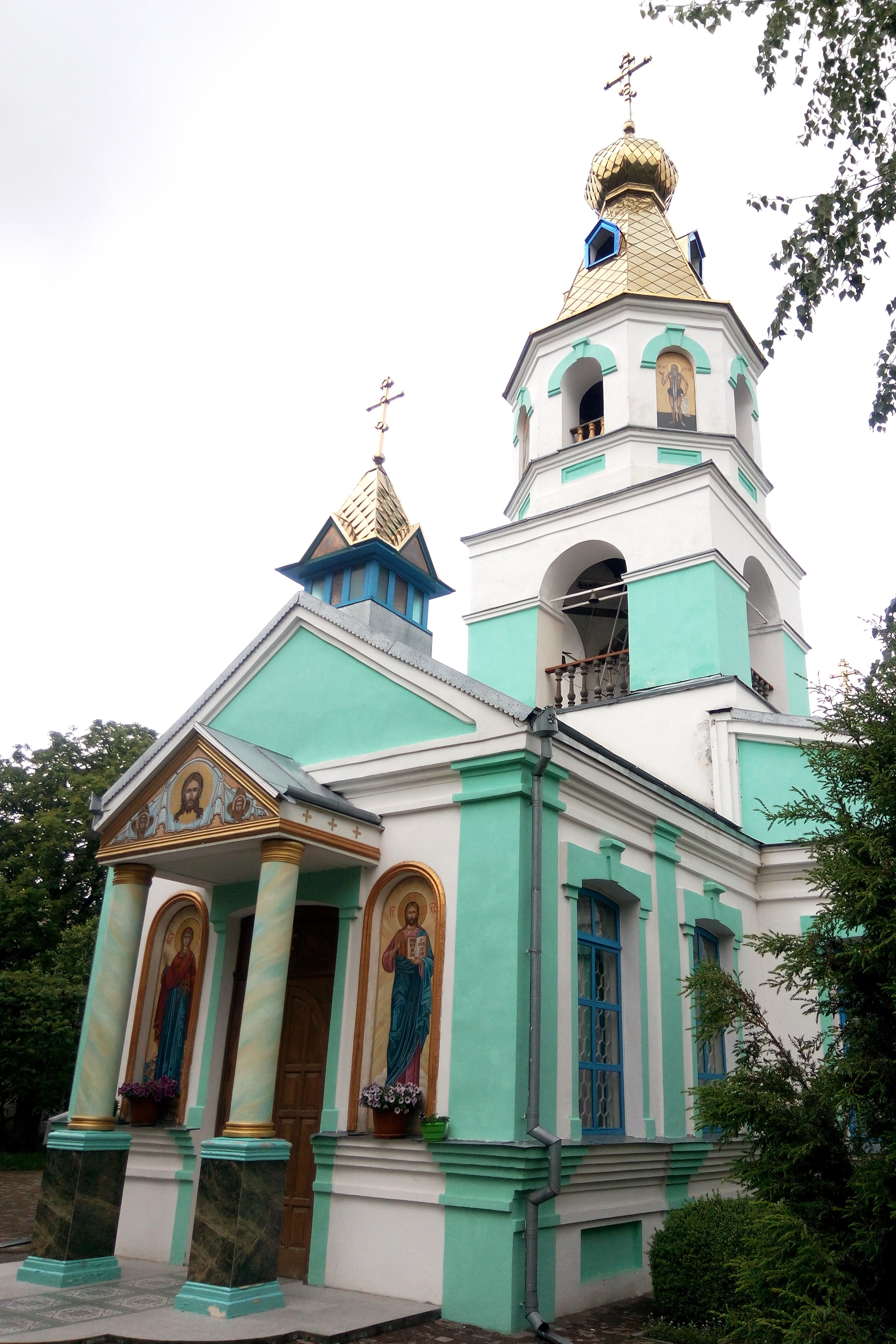
Церква Преподобного Онуфрiя Великого

Церква Церква Успіння Пресвятої Богородиці, дерев'яна, збудована без жодного гвіздка 1851 р. Віднесена до пам'яток архітектури.
Поряд — пам'ятники Максимові Залізняку (1993) та Іванові Гонті (15.06.2013). Останній встановили на постаменті, який залишився після пам'ятника більшовику Кірову, на честь якого за радянських часів у Жаботині називався колгосп. Пам'ятник Кірову прибрали з п'єдесталу після того, як через погодні умови він зруйнувався.

## Відомі люди
- Калішевський Юхим Аврамович — єпископ Черкаський та Єлисаветградський УАПЦ, репресований.
- Швець Федір Петрович (нар. 11 листопада 1882, Жаботин — пом. 20 червня 1940, Прага) — український геолог, громадський і політичний діяч. Професор.
- Ніколенко Дмитро Федотович (1899—1993) — український психолог.
- Дяченко Віталій Кузьмич (1923—2008) — російський педагог.